# Zoekmachine

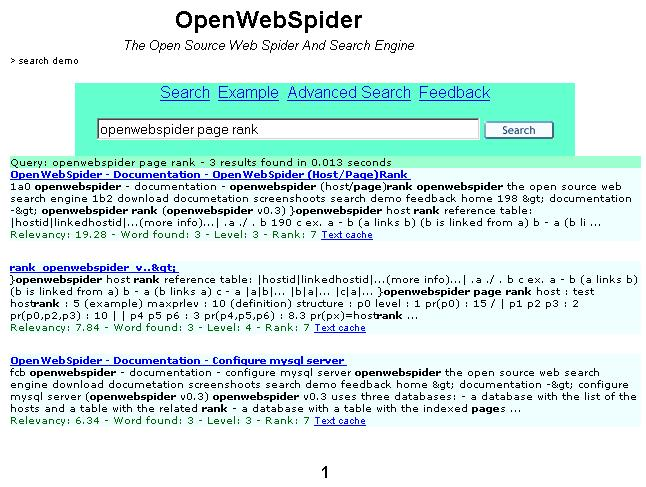
Zoekresultaten van de opensource zoekmachine Openwebspider

Een zoekmachine is een computerprogramma waarmee informatie kan worden gezocht in een bepaalde collectie; dit kan een bibliotheek, het internet, of een persoonlijke verzameling zijn.
Zonder nadere aanduiding wordt meestal een webdienst bedoeld waarmee met behulp van vrije trefwoorden volledige tekst (full text) kan worden gezocht in het wereldwijde web.
In tegenstelling tot startpagina's of webgidsen is er geen of zeer weinig menselijke tussenkomst nodig; het bezoeken van de webpagina's en het sorteren van de rangschikkingen gebeurt met behulp van algoritmes.

## Technieken

### Indexeren
Zoekmachines indexeren webpagina's geautomatiseerd door middel van robots/spiders/webcrawlers. Dit zijn programma's die webpagina's scrapen en vervolgens nuttige informatie uit deze pagina's halen, zoals woorden en verwijzingen ("links") naar andere webpagina's. Deze links worden op hun beurt ook aan de spider gegeven om dan weer gedownload te worden. De gevonden woorden worden opgeslagen in een database.
Het aantal spider-based-zoekmachines is beperkt. Grote internationale zoekmachines zijn Google, DuckDuckGo en Bing. Tot eind jaren 1990 waren er ook Nederlandse zoekmachines actief, bedoeld om te zoeken naar Nederlandstalige pagina's. Voorbeelden zijn Ilse en Track. 

### Sorteren
De zoekmachines werken met verschillende technieken. Oorspronkelijk werkten de zoekmachines met de door de webmasters zelf opgegeven zoektermen (keywords), maar daar werd veel misbruik van gemaakt doordat de webmasters keywords gingen gebruiken die veel publiek trokken, maar geen verband hielden met de inhoud van de pagina, zoals het woord 'seks'.
Daarom zijn diverse alternatieve technieken ontwikkeld. Zo werkt onder andere Google met de populariteit van de websites: het aantal malen dat een website op andere websites wordt vermeld. Op de websites van de zoekmachines is meestal wel informatie te vinden over hoe ze werken.

### Associatieve zoekmachines
Associatieve zoekmachine zoeken associaties bij de zoekvraag van de gebruiker. Deze associaties kunnen verwante zoektermen, spellingssuggesties of synoniemen zijn. Zoekmachines geven spellingssuggesties voor verkeerd of ongebruikelijk gespelde woorden. Als bij Google het zoekwoord "zoeken" wordt ingegeven, dan verschijnen onderaan de pagina: "zoeken op internet", "zoeken telefoon", "mensen zoeken" etc. Ook de zoekfunctie van Wikipedia stelt mogelijks interessante andere zoektermen voor.

## Gebieden
De meeste zoekmachines zijn bedoeld om iets op het web te vinden via het HTTP-protocol. Het gaat dan om informatie die ook met een webbrowser bekeken kan worden. Daarnaast kunnen sommige zoekmachines ook informatie in nieuwsgroepen vinden. Bijvoorbeeld, Google kopieert veel nieuwsgroepen naar de eigen servers, zodat daar in gezocht kan worden. Tot slot zijn er enkele zoekmachines die kunnen zoeken naar bestanden via het file transfer protocol (FTP).
Verticale zoekmachines focussen op een specifiek segment van het internet. De verticale inhoud kan gebaseerd zijn op actualiteit, type, genre of inhoud. Veel gebruikte voorbeelden zijn juridische en medische zoekmachines. In tegenstelling tot de algemene zoekmachines, die proberen om grote delen van het world wide web te indexeren met behulp van web crawlers, proberen verticale zoekmachines gebruik te maken van een gerichte crawler die probeert om alleen webpagina's te indexeren die relevant zijn voor een vooraf gedefinieerd onderwerp.

## Zoekmachine-marketing
Zoekmachine-marketing (search engine marketing) is het geheel aan activiteiten bedoeld om een webpagina hoog te laten scoren in de zoekresultaten van een zoekmachine, op voor de webpagina relevante trefwoorden of zoektermen. Zoekmachine-marketing bestaat uit twee onderdelen:
- Zoekmachineoptimalisatie en
- Zoekmachine-adverteren.

### Adverteren bij zoekmachines
Een andere manier om 'hoog te scoren' bij zoekmachines is adverteren. Aanvankelijk kon er tegen betaling een plaats hoog in de ranking 'gekocht' worden als advertentie. Tegenwoordig is het bij bijna alle zoekmachines zo dat een dergelijke praktijk niet meer mogelijk is, omdat gebruikers het niet meer accepteren. In plaats daarvan worden er op een aparte plaats (vaak aan de rechterkant, soms ook bovenaan) zogenaamde 'gesponsorde koppelingen' getoond. Dit wordt door gebruikers als minder storend ervaren, omdat 'echte resultaten' en advertenties duidelijker te onderscheiden zijn.
De advertentieruimte bij de gesponsorde koppelingen wordt meestal 'verkocht' per opbod via het pay per click-systeem. Bij bijvoorbeeld AdWords wordt de positie bij de gesponsorde koppelingen bepaald door het bod van de adverteerder te vermenigvuldigen met de click-through rate.

## Gespecialiseerde zoekmachines
Om de hegemonie van marktleiders als Google te ontlopen richten sommige zoekmachines zich op een bepaald specialisatiegebied. Zij worden ook wel verticale zoekmachines genoemd. Omdat zij speciaal zijn ontworpen om juist voor dit speciale gebied de beste resultaten naar boven te halen, denken zij het hier beter te doen dan algemene zoekmachines.
Een van die specialisatiegebieden is de academische wereld. Elsevier richt zich met Scopus op dit gat in de markt, waarmee zowel wetenschappelijk tijdschriften worden doorzocht, als wel de academische kennis op het Internet door gebruik te maken van Scirus. Web of Science (van Thompson Isi) is een concurrent die negenduizend tijdschriften en een krantenarchief van zestig jaar doorzoekt. Google probeert met Google Scholar zelf ook een speler in deze markt te worden. OAIster van de Universiteit van Michigan richt zich op wetenschappelijke informatie die door ruim duizend universiteiten en onderzoekscentra via digital academic repositories beschikbaar wordt gemaakt. De MedischeZoekmachine.nl richt zich speciaal op medische zoektermen.
Een andere specialisatiegebied voor zoekmachines zijn diensten en consumentenproducten. Voor het vinden van op de Nederlandse markt huizen zijn Jaap.nl, HuizenZoeker.nl en Zuka.nl gespecialiseerd, in België kan je hiervoor terecht op Immoweb.be, Immoture.be en Hebbes.be. Voor vacatures Askjim.nl en Indeed, en voor auto's Gaspedaal.nl. Het Nederlandse El Cheapo heeft zich gespecialiseerd in het vergelijken van bepaalde producten bij verschillende aanbieders. Google doet hetzelfde met Google Shopping. Onderwijsinformatie is te vinden met Davindi. Een internationale boekenzoeksite is Addall.com. Een groot aantal Belgische instellingen kan benaderd worden via het zoeknetwerk van limo.libis.

## Nadelen zoekmachines
Naast de vele voordelen van zoekmachines zoals Google, kleven er ook nadelen aan het gebruik van grote zoekmachines. Door de toename van data wordt het steeds moeilijker om gerichter te kunnen zoeken op een bepaald gebied, of in een andere taal dan het Engels.
Vaak kun je op kleine, regionale zoekmachines, zoals hierboven staat beschreven, wel specifieke informatie krijgen in jouw taal, maar bij dit soort zoekmachines ontbreken de zoek- en analysekwaliteiten. Voor vele grote zoekmachines is het een uitdaging om ook deze kleine, regionale sites te betrekken in hun zoekresultaten.
Doordat zoekmachines heel het internet in kaart kunnen brengen vormen ze ook een probleem inzake privacy. Als privacygevoelige data eenmaal op internet zijn gepubliceerd zijn die data, zelfs als deze verwijderd zijn van de website waar zij stonden, vaak terug te vinden in de archieven van zoekmachines.
Bij Google uit zich dit in de mogelijkheid om de cache te kunnen bekijken. Daarnaast zou Google niet goed omgaan met de privacy van gebruikers van de zoekmachine. Zo zou Google de data niet-geanonimiseerd opslaan om aan de hand van de zoekgeschiedenis van de gebruiker beter passende advertenties te tonen.
De opensourcezoekmachine DuckDuckGo biedt een ongefilterd en privacyveilig alternatief.
Volgens Amerikaans pedagoog E. D. Hirsch lijkt een zoekmachine misschien iets dat voor gelijke kansen zorgt, maar versterkt het integendeel al bestaande sociale ongelijkheid:
Google is geen feitenzoeker met gelijke kansen. Het beloont degenen die al op de hoogte zijn.— E. D. Hirsch

## Zoekfunctie
Een website, en een programma zoals een browser of reader, hebben vaak een zoekfunctie. Soms hebben deze opties zoals "alles markeren" en "hoofdlettergevoelig". Bij het zoeken in één document is er soms de optie "alles markeren" en kan vaak de zoekrichting worden bepaald: vooruit of achteruit. Soms gaat aan het eind van zoeken, het zoeken vanzelf weer verder vanaf het begin (en omgekeerd bij achteruit zoeken), soms stopt het zoeken bij het eind/begin. Soms onthoudt het programma waar begonnen is met het zoeken en stopt dan na één cyclus.